# Zouten
Een zout is een samengestelde stof die wordt gevormd door een ionbinding, een chemische binding tussen positieve en negatieve ionen. De positieve ionen zijn de kationen, de negatieve de anionen.
Deze ionen zijn door elektrostatische aantrekkingskrachten aan elkaar gebonden. Een zout is in vaste aggregatietoestand een kristallijne stof, waarin de positieve en negatieve ionen in een kristalrooster zijn gerangschikt.
In het dagelijks taalgebruik wordt de benaming 'zout' gebruikt voor keukenzout (natriumchloride: NaCl).

## Soorten zouten
Er worden in de chemie twee soorten zouten onderscheiden:
- Organische zouten: het zuurrest-ion is afkomstig van een organisch zuur, zoals zouten van carbonzuren (carboxylaatzouten) of fenolaten. Ook cyclopentadieen kan als zuur optreden (meestal in coördinatieverbindingen). Tot de groep van organische zouten worden onder andere gerekend: acetaten, acrylaten, ascorbaten, barbituraten, benzoaten, citraten, formiaten, fumaraten, malonaten, naftenaten, oxalaten, palmitaten, picolinaten, stearaten, tartraten en xanthaten.
- Anorganische zouten: het zuurrest-ion kan worden gevormd uit vrijwel alle soorten halogenen, metalen, niet-metalen, inclusief koolstof. Tot deze groep worden onder andere gerekend: aluminaten, antimonaten, antimoniden, arsenaten, arseniden, arsenieten, boraten, bromaten, bromiden, carbonaten, chloraten, chloriden, chromaten en dichromaten, cyanaten, cyaniden, ferraten, fluoriden, fosfaten, fosfiden, fosfieten, germanaten, jodaten, jodiden, manganaten, molybdaten, niobaten, nitraten, nitriden, nitrieten, permanganaten, selenaten, selenieten, sulfaten, sulfiden, sulfieten, technetaten, thiocyanaten, vanadaten en wolframaten. Een groot aantal van deze zuurresten komen voor in mineralen.

## Bereiding van zouten
Een zout kan bereid worden op verschillende manieren:
- Door middel van een reactie van een metaal met een zuur. Een voorbeeld is ijzer dat reageert met verdund zoutzuur tot ijzer(II)chloride (door de lage reactiviteit van ijzer wordt hierbij waterstofgas gevormd):

{\displaystyle \mathrm {Fe\ +\ 2\ HCl\ \longrightarrow \ FeCl_{2}\ +\ H_{2}} }
- Door de reactie van een metaal en een niet-metaal, zoals ijzer dat met chloorgas reageert tot ijzer(III)chloride:

{\displaystyle \mathrm {2\ Fe\ +\ 3\ Cl_{2}\ \longrightarrow \ 2\ FeCl_{3}} }
- Door de reactie van een metaal- en een niet-metaaloxide, zoals de vorming van natriumsulfaat uit zwaveltrioxide en natriumoxide:

{\displaystyle \mathrm {Na_{2}O\ +\ SO_{3}\ \longrightarrow \ Na_{2}SO_{4}} }
- Door metathesereacties, waarbij een slecht oplosbaar zout neerslaat (in onderstaand geval zilverbromide):

{\displaystyle \mathrm {NaBr\ +\ AgNO_{3}\ \longrightarrow \ AgBr\downarrow \ +\ NaNO_{3}} }

## Ionaire, moleculaire en kristallijne structuur van zouten

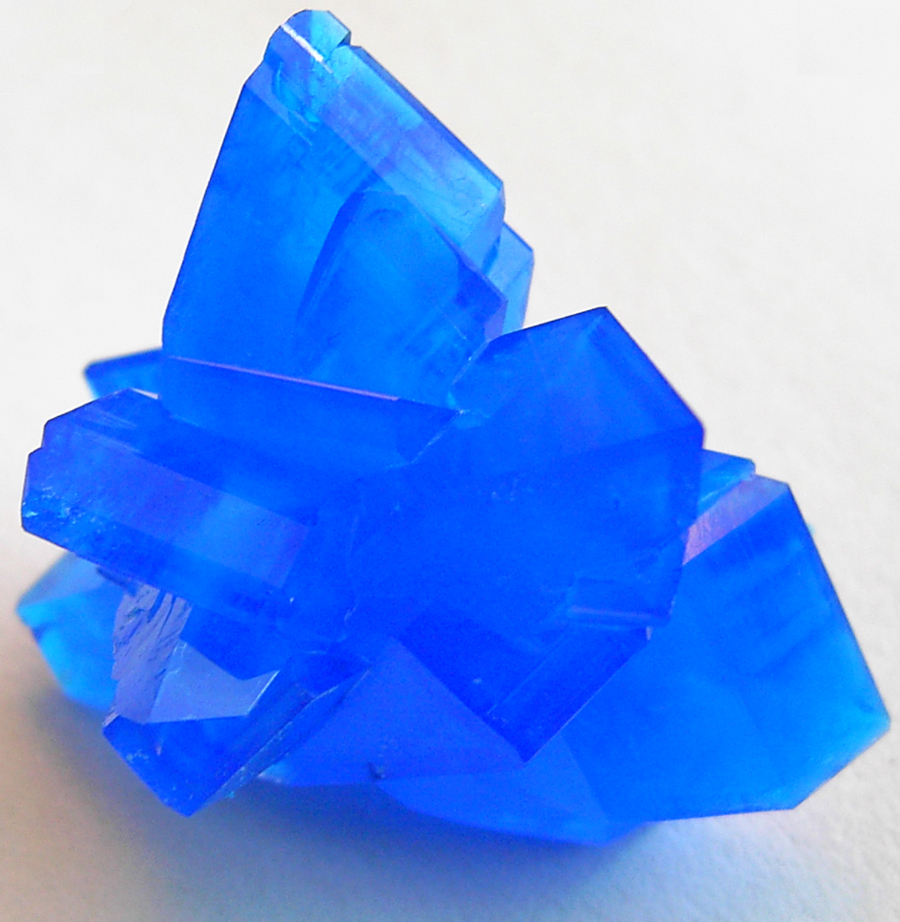
Een kristal koper(II)sulfaat.

In het geval van een zout dat zich in de vaste stoftoestand bevindt, heeft de chemische binding tussen het metaal-kation en het niet-metalig anion allereerst een elektrostatisch karakter. Bij de rangschikking van kleine, 'mono-atomaire' ionen, zoals het  natrium-kation en het chloride-anion van natriumchloride (keukenzout) zijn er geen afzonderlijke kation-anion paren (kristallen) aan te wijzen in de vaste stof keukenzout, maar zijn de atomen als ionen op onderling gelijke afstand op elkaar gestapeld. In het kristalrooster van complexe zouten is er wel sprake van losse kristallen. Een voorbeeld van een complex zout is kopersulfaat, waarvan het kristalrooster wordt gevormd door de elektrostatische aantrekking tussen koper(II)-kationen en het oxo-anion sulfaat. Het polyatomische sulfaat heeft, binnen het geladen ion, een moleculaire structuur, die wordt gevormd door de covalente binding tussen een zwavelatoom en vier zuurstofatomen. Een ander voorbeeld van een complex zout met een oxo-anion is natriumorthovanadaat, waarvan het vanadaat-anion wordt gevormd door de covalente binding tussen een vanadiumatoom en eveneens vier zuurstofatomen. De combinatie van elektrostatische en covalente chemische bindingen binnen complexe zouten resulteert in een chemisch zeer stabiele (zeer sterke) kristalstructuur. Bovenstaande leidt tot de volgende, voor zouten kenmerkende, eigenschappen: 
1. De meeste zouten zijn bij kamertemperatuur vaste stoffen en veel zouten smelten pas bij (zeer) hoge temperaturen of ontleden voordat de smelttemperatuur bereikt is. Een uitzondering vormen de ionische vloeistoffen, die bij lagere temperaturen reeds vloeibaar zijn.
2. Veel zouten lossen alleen op in polaire oplosmiddelen, bijvoorbeeld in water. Bij de eenvoudigere, mono-atomaire zouten, zoals keukenzout, degradeert het kristalrooster gemakkelijk: een zout is dan goed oplosbaar. Bij complexere zouten kost het verbreken van de bindingen tussen de ionen binnen het kristalrooster meer moeite: het zout is dan matig, slecht of zeer slecht oplosbaar. Echte onoplosbaarheid bestaat niet, omdat er steeds een kleine fractie van de verbinding gedissocieerd is. De grootte van die fractie wordt berekend aan de hand van het oplosbaarheidsproduct Ks.

## Nadere uitwerking
Metalen treden in zouten meestal op als kationen, zoals natrium in natriumchloride.
In complexe zouten bestaat het anion of het kation uit meer dan een element. Een goed voorbeeld is het sulfaat-ion, dat afkomstig is van zwavelzuur. Magnesiumsulfaat dissocieert in waterige oplossing in zijn samenstellende ionen:
{\displaystyle {\ce {MgSO4->{Mg^{2+}}+SO4^{2-}}}}
Hoewel zwavel in zouten als natriumsulfide (Na2S) als sulfide-ion S2− kan voorkomen, treedt het in het sulfaat-ion in zijn hoogste oxidatietoestand (+VI) zuurvormend op. In deze hoge oxidatietoestanden komen atomen in het algemeen alleen omringd door bijvoorbeeld zuurstof in een complex ion voor.
Er zijn ook metalen die in hun hoogste oxidatietoestand zuurvormende oxiden vormen. Een goed voorbeeld is mangaan dat in zijn +VII-toestand permanganaten vormt zoals kaliumpermanganaat (KMnO4). In dit geval zit er dus een metaalatoom in het anion:
{\displaystyle {\ce {KMnO4 -> K+ + MnO4-}}}
Er zijn kationen die volledig uit niet-metalen bestaan zoals het guadinium-, ammonium- (NH4+) of het ureaat-ion ((NH3)2CO2+).

## Elektrische geleiding
Het gehalte aan ionen in een waterige oplossing kan worden gemeten aan de elektrische geleidbaarheid. Omdat puur water, een moleculaire stof, geen elektrische stroom geleidt, draagt het water niet bij aan de geleiding. De positieve en negatieve ionen in de oplossing vormen een elektronenbrug, en het aantal ionen in de oplossing (de concentratie) is een maat voor de geleiding.
Zouten op zichzelf geleiden alleen in een vloeibare aggregatietoestand, dit komt doordat de ionen zich dan vrij kunnen bewegen, als dit niet het geval is (in een vaste aggregatietoestand) treedt er dus ook geen elektrische geleiding op.